# Medzvezdje
Medzvezdje (izvirno angleško Interstellar) je ameriški znanstvenofantastični film režiserja  Christopherja Nolana iz leta 2014. V njem igrajo: Matthew McConaughey, Anne Hathaway, Jessica Chastain, Mackenzie Foy, Bill Irwin, Matt Damon, Ellen Burstyn, Michael Caine in John Lithgow. Film prikazuje posadko astronavtov, ki potuje skozi nedavno odkrito črvino z enim koncem v bližini Saturna zaradi iskanja novega doma za človeštvo. Brata Christopher in Jonathan Nolan sta napisala scenarij in združila zapis, ki ga je Jonathan razvil leta 2007, s Christopherjevimi zamislimi. Christopher Nolan je produciral film skupaj z ženo, Emmo Thomas in Lindo Obst.  Kip Stephen Thorne, katerega znanstveno delo na področju astrofizike je navdihnilo film, je sodeloval kot znanstveni sodelavec in izvršni producent.
Filmske hiše in podjetja Warner Bros., Paramount Pictures in Legendary Pictures so sofinancirale film, Syncopy in Lynda Obst Productions pa sta bili produkcijski podjetji. Direktor fotografije Hoyte van Hoytema je posnel film v anamorfičnem formatu 35 mm in standardu kinoprojekcije IMAX 70 mm. S snemanjem so začeli koncem leta 2013 v kanadski Alberti, Islandiji in Los Angelesu. Film predstavlja razširjeno rabo praktičnih in miniaturnih učinkov, britansko podjetje Double Negative pa je izelalo dodatne digitalne učinke.
Medzvezdje so prvič predvajali 26. oktobra 2014 v Los Angelesu. Kritiki so v splošnem film ocenili pozitivno in še posebej poudarili njegovo znanstveno avtentičnost, glasbeni del, vizualne učinke in igre.